# Anna Rzepecka-Stojko
Anna Stanisława Rzepecka-Stojko – doktor habilitowany nauk farmaceutycznych, adiunkt w Śląskim Uniwersytecie Medycznym w Katowicach, specjalistka od biochemii farmaceutycznej oraz bromatologii.

## Kariera naukowa
W 1991 roku na Wydziale Matematyki, Fizyki i Chemii Uniwersytetu Śląskiego w Katowicach uzyskała tytuł magistra chemii. W tym samym roku została zatrudniona na Śląskim Uniwersytecie Medycznym w Katowicach, gdzie w 1996 roku na jego Wydziale Nauk Farmaceutycznych uzyskała stopień doktora nauk farmaceutycznych na podstawie rozprawy pt. Zastosowanie standaryzowanych obnóży pszczelich w działaniu osłonowym w modelowym badaniu embriotoksyczności, której promotorem był Tadeusz Wilczok. W 2019 roku ten sam wydział nadał jej stopień doktora habilitowanego nauk farmaceutycznych na podstawie pracy pt. Ocena aktywności przeciwmiażdżycowej i antyoksydacyjnej ekstraktu z pyłku pszczelego bogatego w polifenole.